# Vratislav Polesný
Vratislav Polesný (30. března 1923 Rataje nad Sázavou – 5. listopadu 1949 Věznice Pankrác) byl český dělník a protikomunistický odbojář, který byl v rámci akce Zvon pro protikomunistickou činnost (plánování Prokešova puče) zavražděn činiteli komunistického režimu. Popraven byl v listopadu 1949. V době smrti mu bylo pouhých 26 let.

## Život
Narodil se 30. března 1923 v Ratajích nad Sázavou. Jeho otec byl truhlářem, matka pracovala v domácnosti. V Ratajích navštěvoval obecnou a pak i měšťanskou školu. Od roku 1937 se učil mlynářem. V letech 1941–1945 byl totálně nasazen v nacistické továrně na soustruhy. Když se po válce vrátil do Československa, nastoupil na vojenskou službu v Milovicích. Roku 1945 se oženil a měl dvě děti. Pracoval jako zámečník, poté pracoval ve sklárně.
Po únoru 1948 se pokusil uprchnout na Západ, ale při pokusu překročit státní hranici u Aše v únoru 1949 byl dopaden příslušníky SNB a uvězněn v Litoměřicích. Z věznice spolu s několika dalšími vězni uprchl a pak se skrýval v Praze u manželů Charvátových. Dne 12. května 1949 se spolu s pěti dalšími lidmi (mezi nimi i Charvátovi) pokusil osvobodit politické vězně právě z litoměřické věznice. Akce se nejprve dařila, úspěšná ale nebyla (pouze člence skupiny Vlastě Charvátové se podařilo postřelit jednoho dozorce). Vratislav Polesný byl 17. května spolu s mnohými dalšími zatčen a obviněn z nejrůznějších zločinů. Dne 22. května byl pro plánování převratu připravovaného ilegální skupinou ZVON, jíž měl být členem, odsouzen za velezradu k trestu smrti. Rozsudek nejvyššího trestu byl vynesen i nad Josefem Charvátem. Odvolal se, ale neúspěšně. Dne 5. listopadu 1949 byl v pankrácké věznici popraven, spolu s Emanuelem Čančíkem, Jaroslavem Borkovcem, Vratislavem Jandou a Květoslavem Prokešem (tito všichni byli obviněni z plánování téhož protikomunistického převratu).

## Hrob
V roce 1965 byla urna s jeho ostatky tajně pohřbena do společného hrobu na Motolském hřbitově. Zde bylo 20. května 2000 slavnostně otevřeno a vysvěceno Čestné pohřebiště politických vězňů. Jméno Vratislava Polesného je uvedeno na jedné (umístěné vpravo) ze dvou šedých mramorových desek instalovaných v roce 2012.

Na Čestném pohřebišti III. odboje na Ďáblickém hřbitově se nachází jeho symbolický hrob. Tamní symbolické náhrobky odkazují na zemřelé politické vězně bez ohledu na jejich skutečné místo pohřbení.

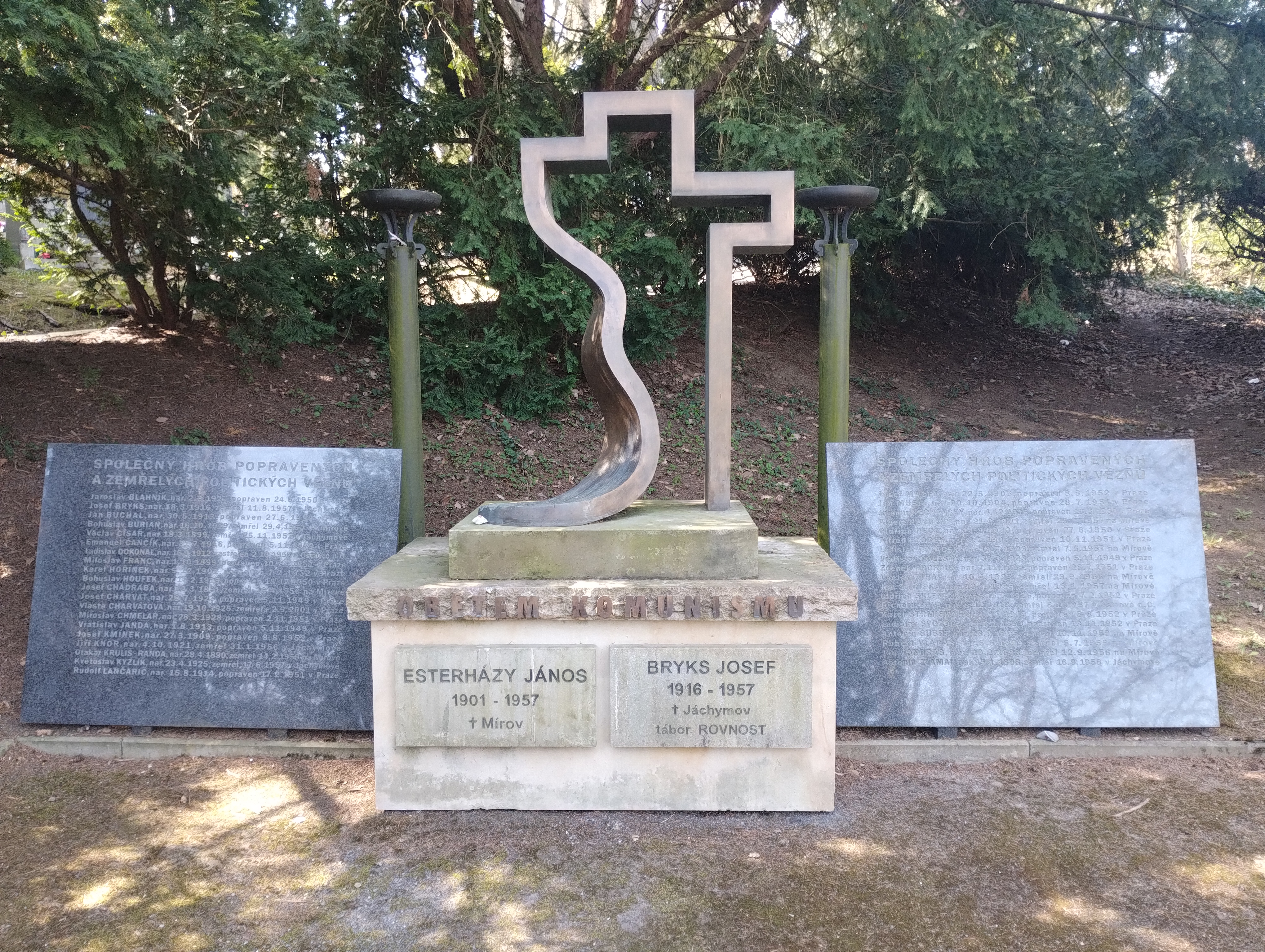
Památník na Čestném pohřebišti politických vězňů, Motolský hřbitov
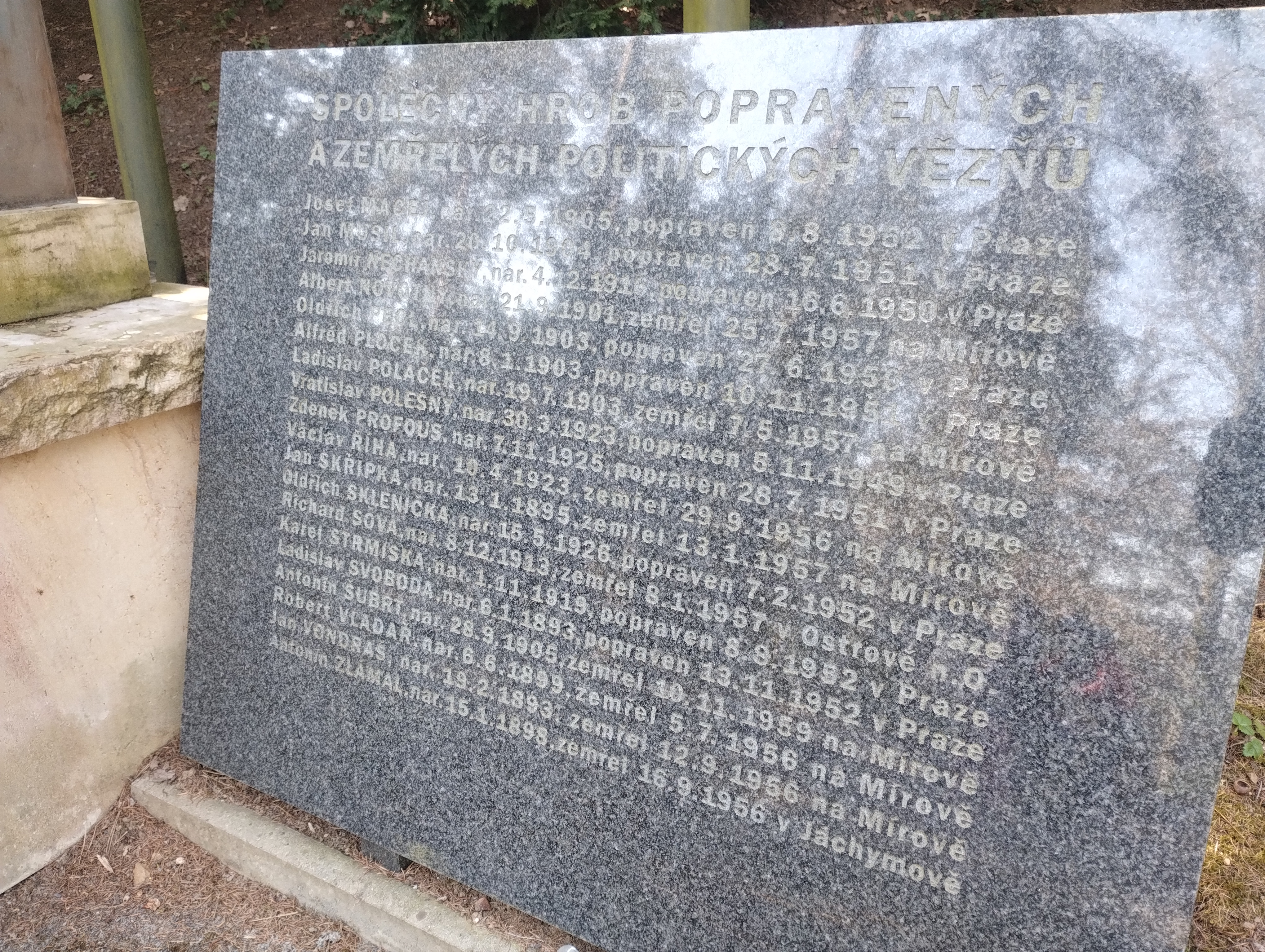
Památník na Čestném pohřebišti politických vězňů, deska vpravo se jménem V. Polesného, Motolský hřbitov
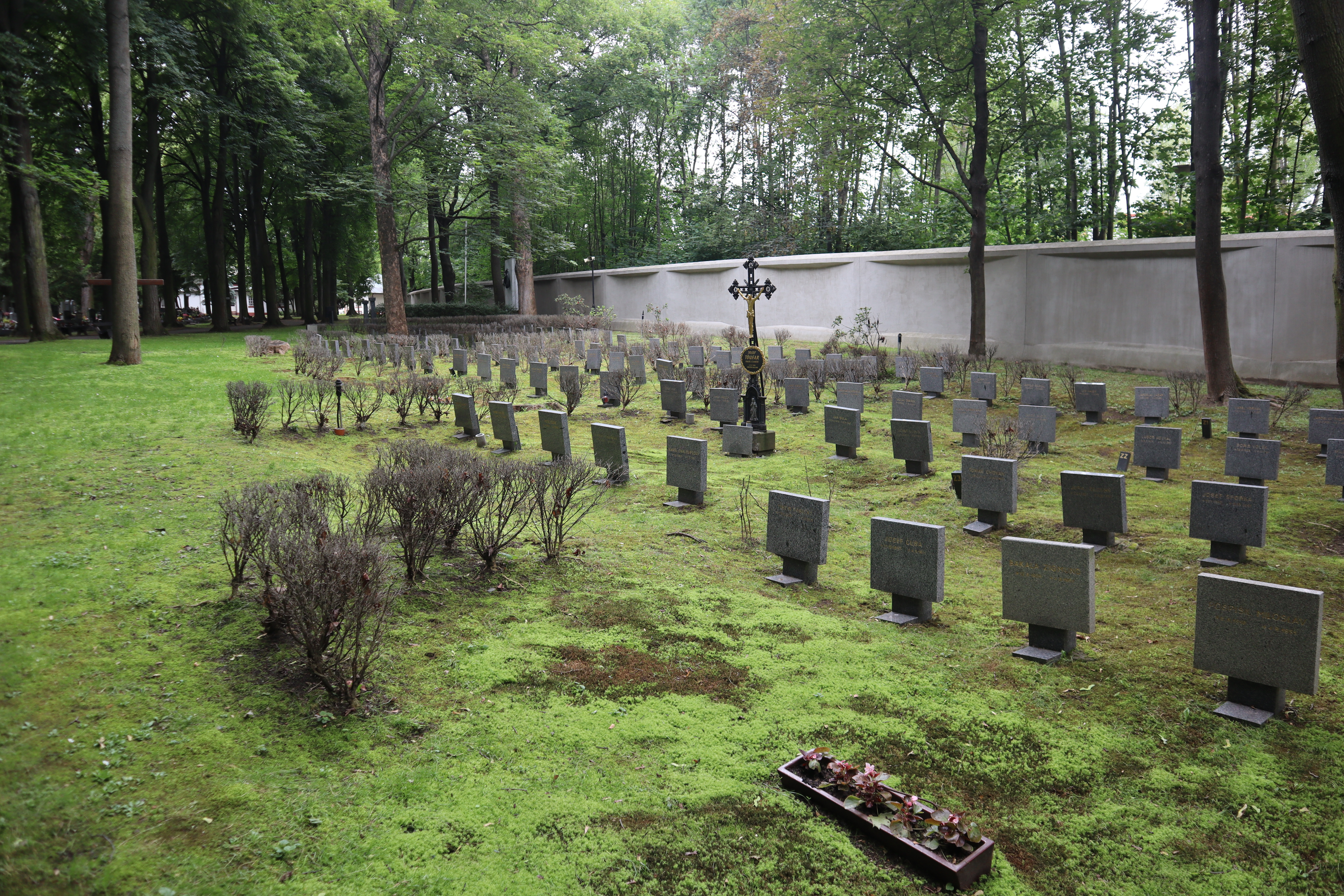
Čestné pohřebiště popravených a umučených z 50. let (III. odboj) na Ďáblickém hřbitově
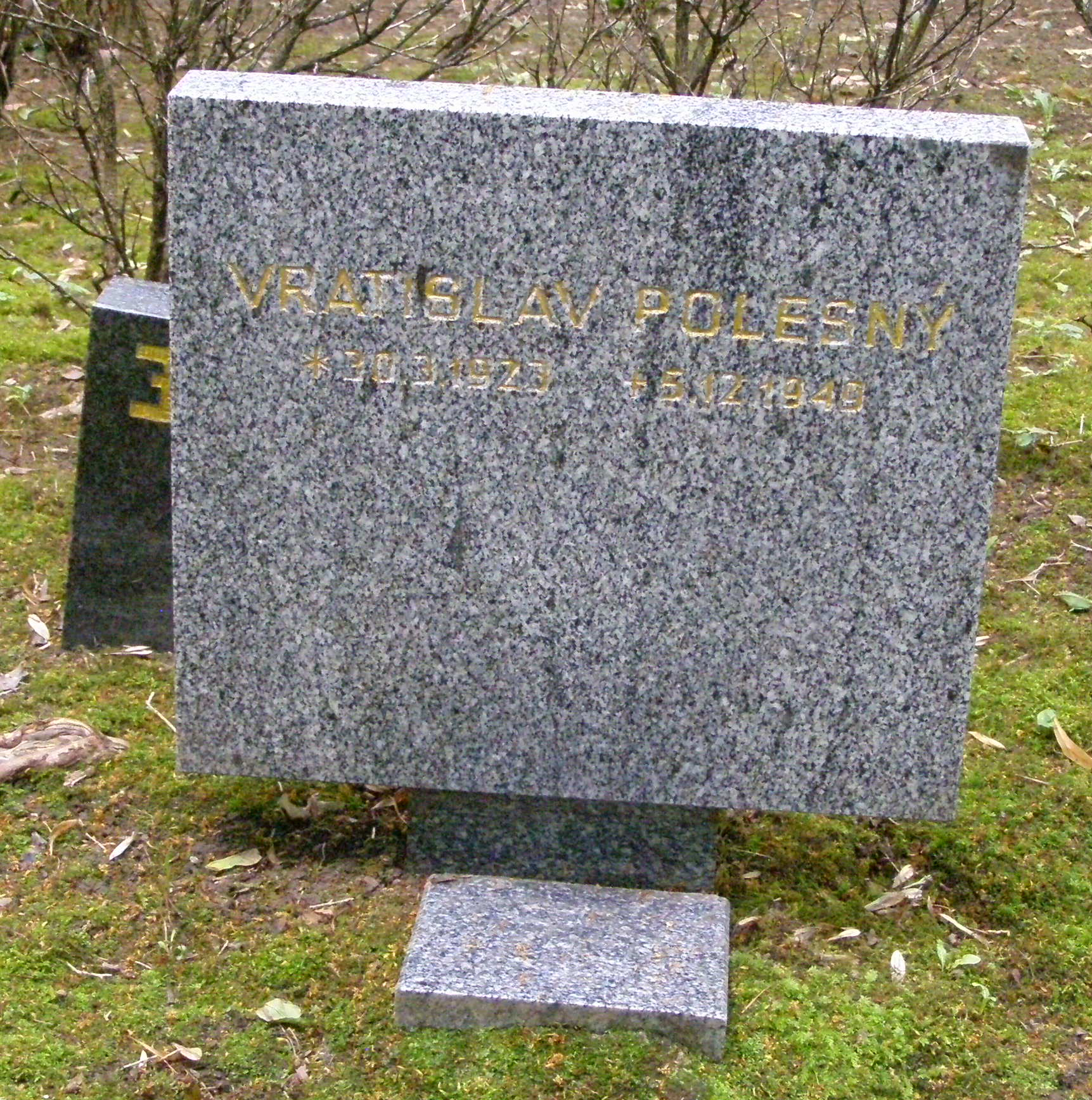
Symbolický hrob V. Polesného na Čestném pohřebišti popravených a umučených z padesátých let (III. odboj) na Ďáblickém hřbitově

## Připomínka
- Jeho jméno je uvedeno na Pomníku Miladě Horákové a Obětem komunismu v Praze 4 - Nuslích na Náměstí Hrdinů, u stanice metra Pražského povstání, před Vrchním soudem v Praze a Vrchním státním zastupitelstvím v Praze.[7]

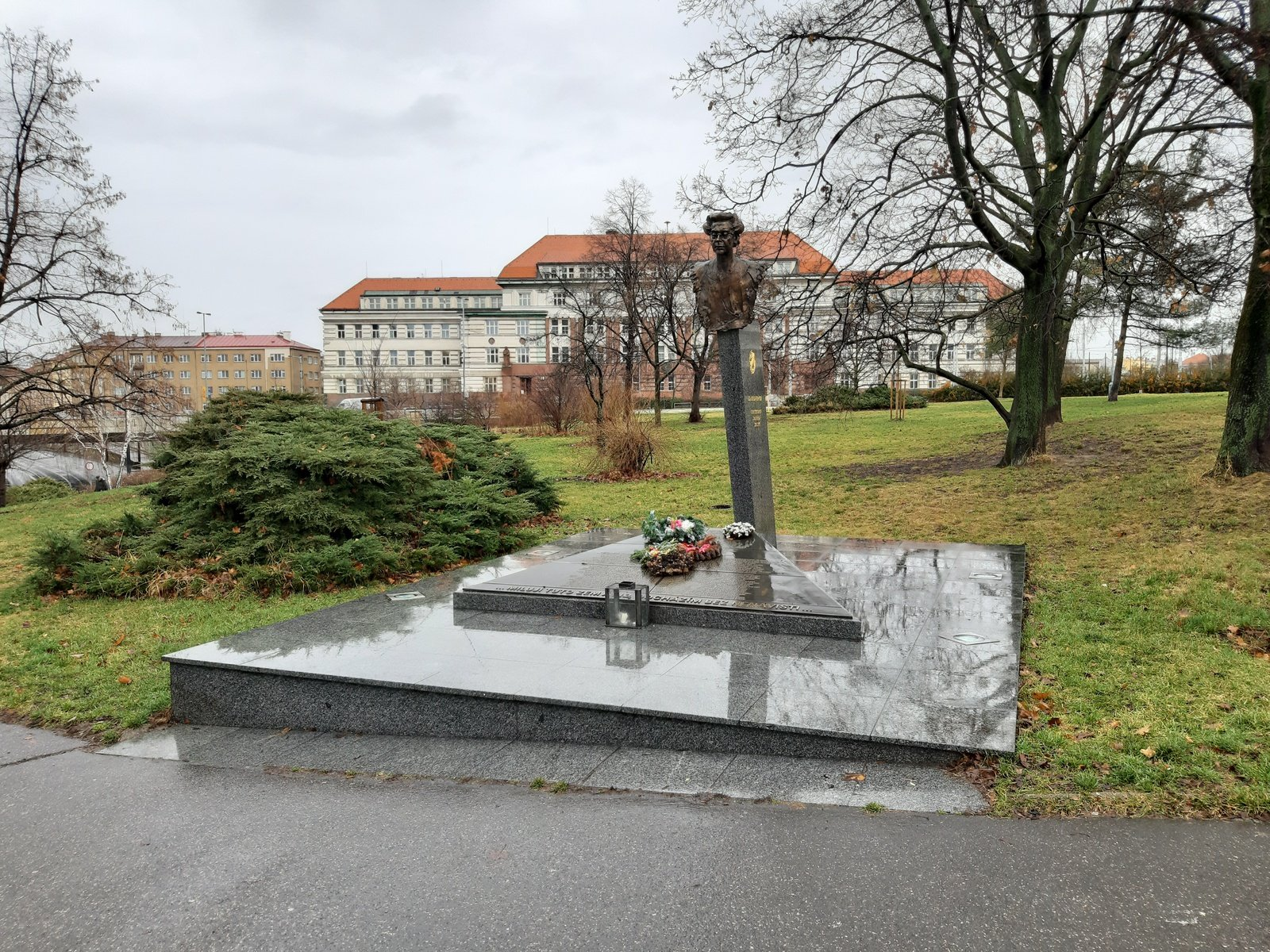
Pomník na náměstí Hrdinů v Praze 4 - Nuslích
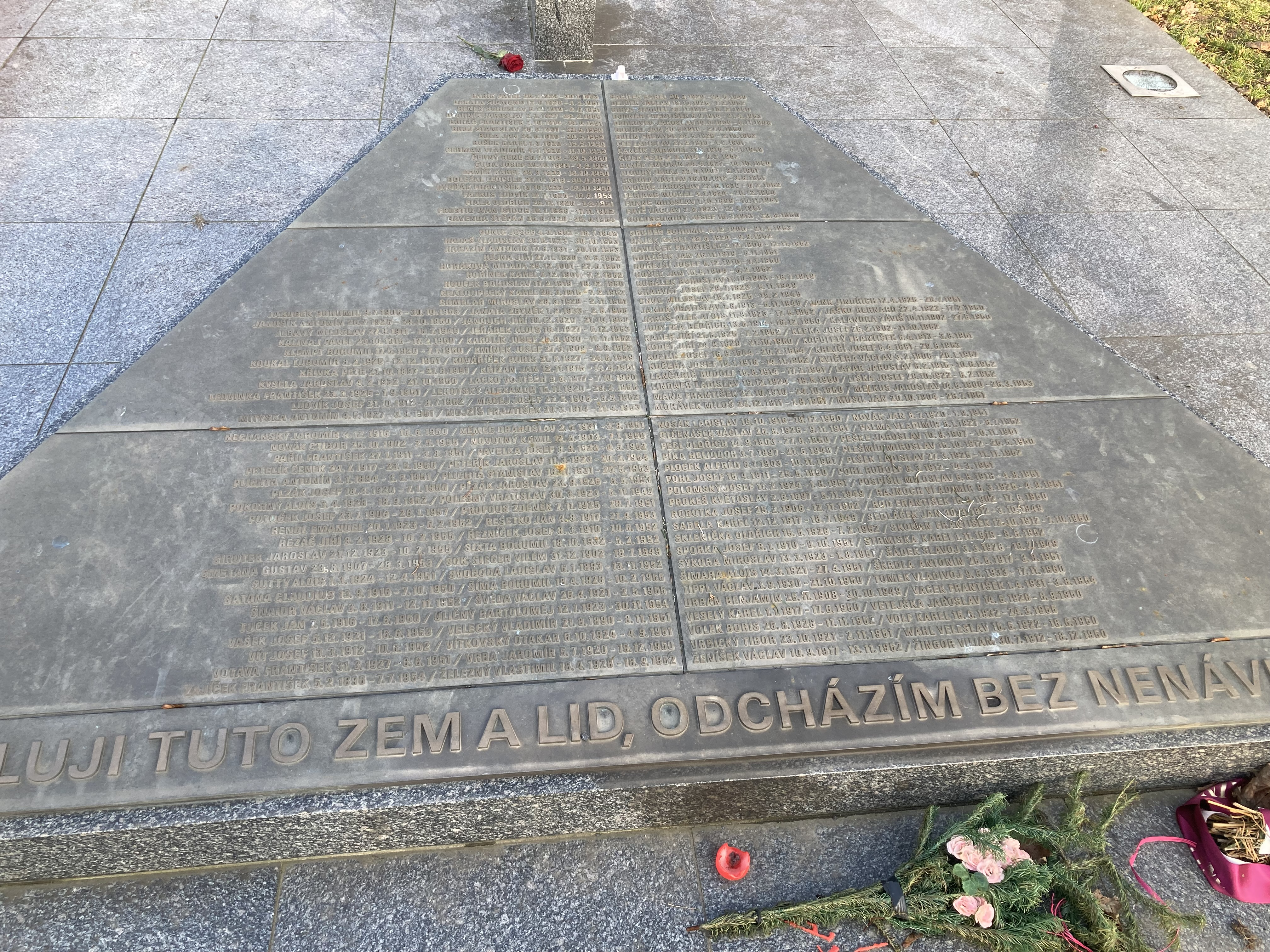
Seznam obětí komunismu se jménem V. Polesného na pomníku na náměstí Hrdinů v Praze 4 - Nuslích